# Bahamastompstaartrat
De bahamastompstaartrat (Geocapromys ingrahami)  is een zoogdier uit de familie van de stekelratten (Echimyidae). De wetenschappelijke naam van de soort werd voor het eerst geldig gepubliceerd door J.A. Allen in 1891.

## Voorkomen
De soort komt voor in de Bahama's.